# La Delfina
La Delfina is een plaats in het Argentijnse bestuurlijke gebied General Viamonte in de provincie Buenos Aires. De plaats telt 35 inwoners.